# Ospedale di Locri
Il presidio ospedaliero di Locri è l'ospedale unico del territorio della Locride, a gestione diretta dell'Azienda Sanitaria Provinciale di Reggio Calabria.

## Unità operative e servizi

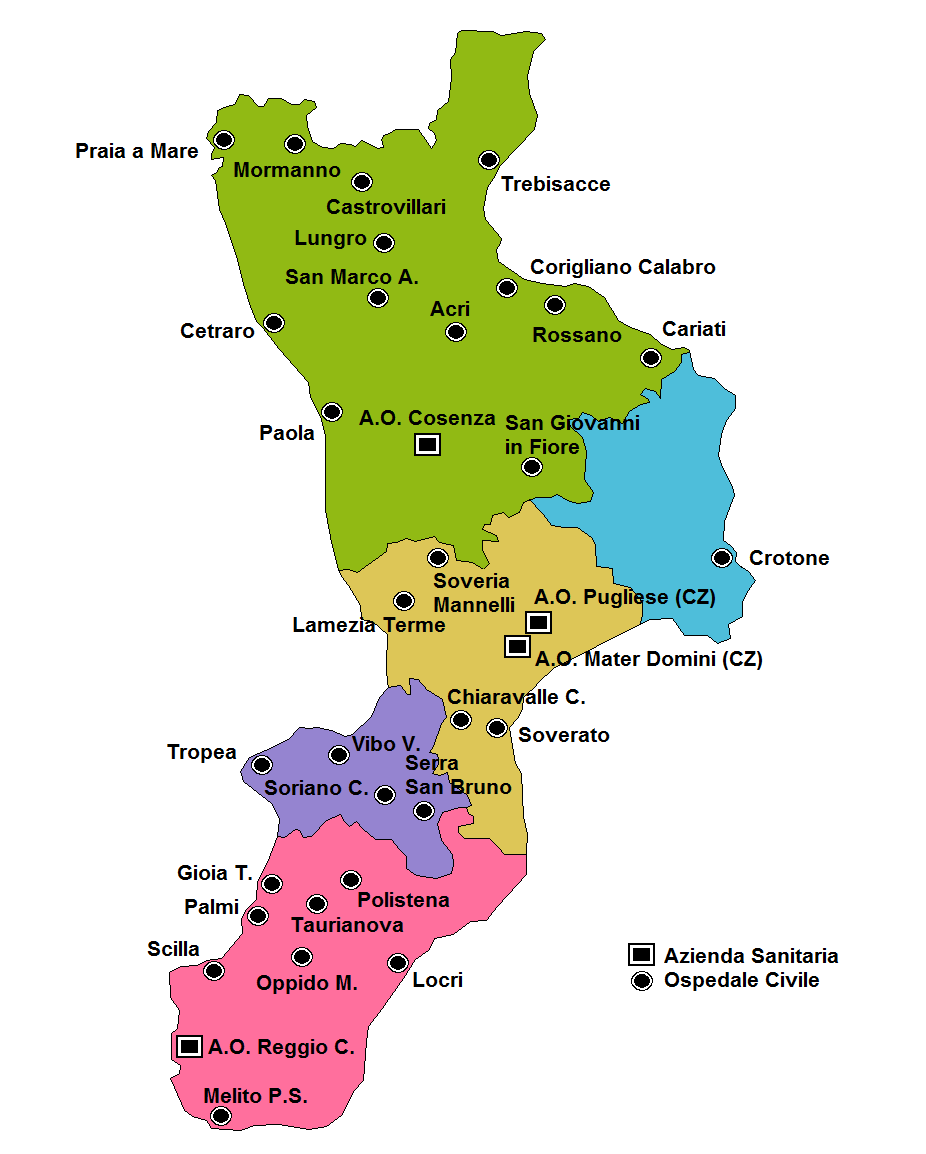
Mappa della Strutture sanitarie in Calabria.

Segue un elenco delle Unità operative e dei servizi offerti dall'Ospedale di Locri.
- pronto soccorso
- Angiologia
- anestesia e rianimazione
- cardiologia + UTIC
- chirurgia generale
- Citodiagnostica
- Dermatologia
- farmacia ospedaliera
- laboratorio analisi e TAO
- medicina generale
- gastroenterologia ed Endoscopia digestiva
- Dialisi
- Neurologia
- Oculistica
- Odontostomatologia
- Oncologia
- ortopedia e traumatologia
- ostetricia e ginecologia
- Otorinolaringoiatria
- pediatria - Centro Diabetologia pediatrica
- Pneumologia
- Psichiatria
- radiologia
- otorinolaringoiatria
- Recupero e rieducazione funzionale
- Servizio Trasfusionale
- Urologia